# خالد بن سعود بن خالد بن محمد بن عبد الرحمن آل سعود
هو الأمير خالد بن سعود بن خالد بن محمد بن عبد الرحمن بن فيصل آل سعود مساعد وزير الخارجية. وجده هو الأمير خالد بن محمد بن عبد الرحمن آل سعود أكبر أبناء الأمير محمد بن عبد الرحمن بن فيصل آل سعود، الذي شارك في عدة معارك في بداية الدولة السعودية الثالثة. ووالدته هي الأميرة نوره بنت الملك فيصل شقيقة الأمير خالد الفيصل أمير منطقه مكة المكرمة الحالي. توفي والده سعود خارج المملكة عن عمر يناهز (75) عاماً بعد معاناة من المرض  ابن عمه هو الأمير محمد بن سعد بن خالد بن محمد آل سعود المستشار الأمني في وزارة الداخلية

## آراء سياسية
صرح الأمير خالد بن سعود «أن المملكة لا تتدخل في الشأن الداخلي لأي دولة وهذه سياسة ثابتة». وحول دور إيران وراء عمليات التصفية الجسدية التي حدثت ضد دبلوماسيين سعوديين! صرح بأن حكومة المملكة لا تتعامل مع تصورات أو فرضيات، إنما تتعامل مع حقائق وأدلة، ومتى ما ثبت تورط أي جهة في أي قضية سوف يعلن عنها في حينها.

## رأيه في المرأة
قال الأمير خالد أن المرأة السعودية الدبلوماسية تعامل في وزارة الخارجية كشقيقها الرجل الدبلوماسي في المزايا والحقوق وكذلك في الواجبات والمسؤوليات، مع أهمية الالتزام بالضوابط الشرعية لعمل المرأة.

## إخوته
- الأمير محمد بن سعود بن خالد وكيل وزارة الخارجية لشؤون المعلومات والتقنية[4] وعضوا في مجلس الشورى متزوج من الأميرة هالة بنت مشاري بن عبدالعزيز آل سعود وله من الأبناء الأمير خالد متزوج من الأميرة نوف بن خالد بن طلال بن عبدالعزيز آل سعود ، الأميرة هيفاء متزوجة من الأمير محمد بن فهد بن محمد بن سعود الكبير ، الأمير سعود ، وله كريمة متزوجة من الأمير عبدالله بن عبدالعزيز بن بن سعد بن محمد بن عبدالعزيز آل سعود .
- الأمير بندر بن سعود بن خالد بن محمد بن عبد الرحمن مالك برج الفيصلية أول ناطحة سحاب بنيت في السعودية في العام 1420 هـ[5] رئيس مجلس إدارة مجموعة شركات دار البندر العالمية[6] ونائب المدير العام لمؤسسة الملك فيصل الخيرية. متزوج من الأميرة مشاعل بنت فهد بن خالد بن محمد بن عبد الرحمن آل سعود وله من الأبناء الأمير فيصل ، الأميرة موضي (متزوجة من الأمير مشعل بن عبدالعزيز بن بدر بن سعود بن عبدالعزيز )، الأميرة نورة متزوجة من الأمير سعود بن المعتصم بن سعود بن عبدالعزيز آل سعود ، وله كريمة تزوجت من الأمير محمد بن نواف بن محمد نجل الأمير نواف بن محمد، رئيس ألعاب القوى[7]
- الأميرة مها بن سعود.

## الأسرة
متزوج من الأميرة العنود بنت خالد بن عبد الله بن محمد بن عبدالرحمن .

### الأبناء
- الأميرة الجوهرة، متزوجة الأمير سعود بن خالد الفيصل بن عبد العزيز آل سعود ولها الأميرة هيا والأميرة العنود
- الأميرة لولوة، متزوجة الأمير سلمان بن سلطان بن سلمان بن عبد العزيز آل سعود في 5 ديسمبر 2012 ولها الأميرة آية، والأمير سعود والأمير سلطان
- الأميرة نورة، متزوجة من الأمير عبد الله بن خالد بن سلطان بن عبد العزيز آل سعود ولها الأميرة عبير والأميرة لنا
- الأمير فهد
- الأمير فيصل